# Pierre Bressan
Pour les articles homonymes, voir Bressan (homonymie).
Pierre Bressan est un cinéaste français né le 19 mars 1956 à Longwy et mort le 13 janvier 2011 à Paris (14e arrondissement).

## Biographie
« Cinéaste fugace dont l'œuvre se résume à quelques titres dont l'intégralité ne dépasse pas deux heures », Pierre Bressan a réalisé ses films entre 1976 et 1980, avant de signer la photographie de deux courts métrages (Les Frissons de Laure Deratte et Les Petits Bateaux de Laetitia Masson). Il renonce ensuite à toute activité pour le cinéma, en particulier le cinéma expérimental dont les réalisations de Pierre Bressan ont pu être redécouvertes lors de l'édition 2021 du Festival des cinémas  différents et expérimentaux de Paris.
Son dernier court métrage, Nuits blanches, a été sélectionné au Festival international du court métrage de Clermont-Ferrand en 1982.

## Filmographie
- 1976 : Midas
- 1977 : Les Lamentations
- 1978 : Frauenzimmer
- 1979 : Usual Gesture Drama
- 1979 : Maria Guadalupe Villalobos
- 1980 : La Dame aux Camélias
- 1981 : Nuits blanches